# Ayenia wrightii
Ayenia wrightii är en malvaväxtart som beskrevs av Robins.. Ayenia wrightii ingår i släktet Ayenia och familjen malvaväxter. Inga underarter finns listade i Catalogue of Life.